# Gój Motoros Egyesület
A Gój Motoros Egyesület (röviden: gój motorosok) Magyarországon bejegyzett, 2006. július 17-én alapított nonprofit szervezet. 
Az egyesület jelszava: „A gumid kopjon, ne a Hazád!”.

## Célkitűzései
A szervezet elsődleges célkitűzése a magyarság történelmi emlékhelyeire történő motoros túrák szervezésével a magyar nemzeti, valamint a keresztény eszmék és értékek megőrzése és a nemzeti hagyományok ápolása. Az Egyesület legalább az alábbi motoros túrákat minden évben rendszeresen megszervezi:
- májusban Pongrátz Gergely halálának évfordulóján Kiskunmajsára,
- pünkösdkor a csíksomlyói búcsúra,
- szeptemberben pedig Kenderesre, Horthy Miklós sírhelyének meglátogatására.

## Jogi szabályozása, tagság
A Gój Motorosok önkormányzati elven működő érdekvédelmi és érdekképviseleti társadalmi szervezet, így jogi személy. Költségeit elsősorban tagdíjakból, pályázatok útján elnyert támogatásokból, valamint természetes és jogi személyek adományaiból fedezi.
Az egyesületbe felvételét kérheti minden 18. életévét betöltött természetes személy, aki belépési szándékáról írásban nyilatkozatot tesz, elfogadja és magára nézve kötelezőnek ismeri el az egyesület alapszabályának rendelkezéseit, vállalja a tagdíj megfizetését, valamint belépését megelőzően nem tagként részt vesz az egyesület alapszabályában rögzített három motoros túráján. Szükséges ezen felül még legalább két egyesületi tag írásbeli ajánlása is. A tagfelvételi kérelemről az egyesület elnöksége dönt.

## Története
Az egyesület hivatalos megalakulása óta, de az alapítók és társaik részvételével már ezen időpont előtt is számos, a három alaptúrán kívüli motoros túrát szervezett, a jelenlegi országhatárokon kívülre is (például 2007 májusában a Felvidékre, vagy 2005 júniusában a dalmát tengerpartra).
Az egyesület tagjai 2007. március 15-én rendőri felvezetés mellett, engedéllyel érkeztek a Múzeumkerthez, ahol 18 óra 48 perctől kétperces dudálással és motorbőgetéssel fejezték ki tiltakozásukat a kormány ellen.
2007 végén az egyesület adománygyűjtést szervezett az olaszliszkai romák által meglincselt Szögi Lajos családjának megsegítésére, melynek keretében több mint 1 millió forintot gyűjtöttek össze.
2008 elején az egyesület aláírásgyűjtést szervezett a cigányság felzárkóztatásáért és társadalmi beilleszkedéséért, melynek kapcsán ismert balliberális értelmiségiek, köztük Bolgár György és Tamás Gáspár Miklós segítségét kérték ahhoz, hogy valamennyi fizetős magániskola térítésmentesen felvegyen egy-egy cigány gyermeket. Az akció kapcsán Papp Lajos szívsebész professzor akként fogalmazott: nincsen „cigánybűnözés”, ellenben cigánykérdés sajnos van. Most itt a lehetőség, hogy a magániskolák üzemeltetői, azok a módosabb szülők, akik oda járatják gyermekeiket, bebizonyíthatják, mire képesek. Az akcióhoz csatlakozott Dr. Hargitay András háromszoros világ- és Európa-bajnok úszó, állatorvos egyetért Papp Lajossal abban, hogy a tudás lehet az az ösvény, amely segíthet a cigányságnak abban, hogy felemelkedjen. Úgy vélte, hogy szükség van a segélyekre is, de az önmagában kevés.

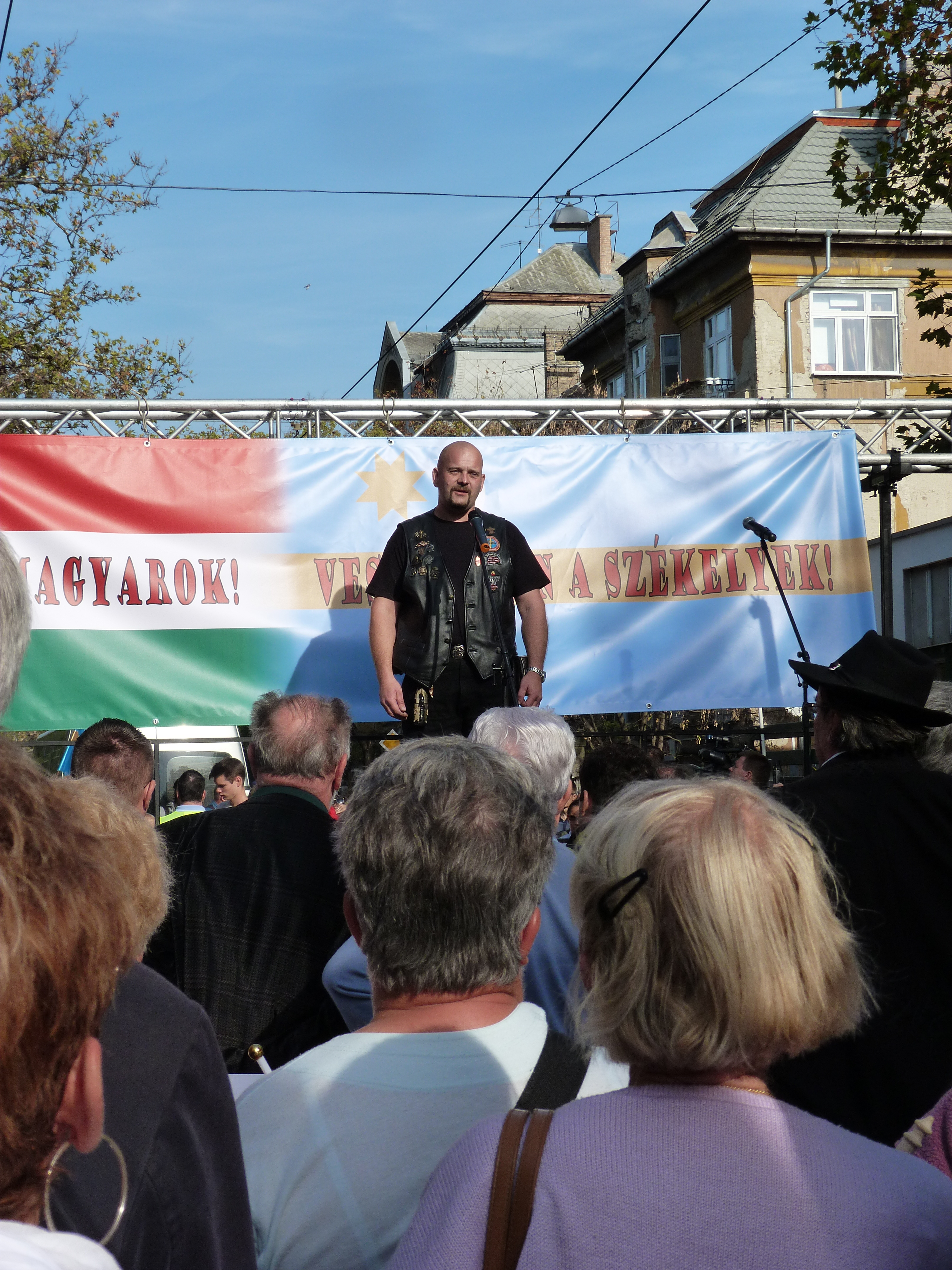
Bagaméri László Brumi a Székelyek Nagy Menetelésén – 2013.10.27